# Paderno Ponchielli
Paderno Ponchielli is een gemeente in de Italiaanse provincie Cremona (regio Lombardije) en telt ±1400 inwoners (31-12-2017). De oppervlakte bedraagt 24,0 km², de bevolkingsdichtheid is 59 inwoners per km².
De volgende frazioni maken deel uit van de gemeente: Acqualunga Badona, Ossolaro.

## Demografie
Het aantal inwoners van Paderno Ponchielli daalde in de periode 1991-2017 met 11,1% volgens door ISTAT uitgevoerde volkstellingen.

### Geboren
- Amilcare Ponchielli (1834-1886), componist

| Jaar | Inwoneraantal |
| ---- | ------------- |
| 1991 | 1598          |
| 2001 | 1521          |
| 2004 | 1480          |
| 2016 | 1434          |
| 2017 | 1420          |

## Geografie
Paderno Ponchielli grenst aan de volgende gemeenten: Annicco, Casalbuttano ed Uniti, Casalmorano, Castelverde, Sesto ed Uniti.